# Karl Friedrich Mohr
Karl Friedrich Mohr (Coblença, 4 de novembro de 1806 – Bonn, 28 de setembro de 1879) foi um farmacêutico alemão.
Casou-se no ano de 1833 com Jacobine Derichs com quem teve cinco filhos. A exemplo do pai seguiu a carreira de farmacêutico, profissão de bastante prestígio na época. Como farmacêutico teve bastante contato com o latim, botânica e a química.
Mohr deu enormes contribuições para a química analítica e farmácia, das quais podemos destacar:
- Método para determinação de haletos, utilizando cromato de potássio como indicador.
- Balança analítica de precisão
- Condensador e Liebig
- Método para dobra de papel de filtro
- Forno de secagem
- Diversas vidrarias

Mohr também desenvolveu o uso de substâncias padrões na alcalimetria (ácido oxálico) e o chamado sal de Mohr (sulfato ferroso amoniacal) na oxidimetria.
A contribuição de Mohr para o desenvolvimento da área farmacêutica e química analítica ficou registrado em um livro intitulado Lehrbuch der chemisch-analytischen Tritiermethode (Tratado do Método Titrimétrico de análise química) publicado no ano de 1855. Nele Karl descreve os métodos de análise volumétrica de soluções e propõe vários melhoramentos nos procedimentos de análise. Outros métodos de análise surgiram entre os quais um chamado de iodometria, introduzido por Bunsen a partir de 1853, para a determinação quantitativa de agentes oxidantes.
Sepultado no Alter Friedhof Bonn.